# Brittany Finamore
Brittany Renee Finamore, née à  le 1981, est une actrice américaine.

## Filmographie

### Cinéma
- 2001 : Things Behind the Sun : Young Sherry
- 2009 : Danny la terreur (Babysitters Beware) : Janelle
- 2009 : Forget Me Not : Angela
- 2009 : Une femme piégée (Nowhere to Hide) : Kimmy Crane
- 2012 : The Kitchen : Julia
- 2015 : Actor for Hire : Brittany

### Télévision

#### Séries télévisées
- 1998 : De mères en filles (A Will of Their Own) : Amanda (7 ans)
- 1999 : Another World : Charlotte 'Charlie' Frame Winthrop
- 2002-2003 : Malcolm : Alison
- 2003 : Amy : Lila Padgett
- 2004 : Gilmore Girls : Shannon
- 2004 : La Vie avant tout  : Olivia
- 2005 : Life on a Stick : Susan
- 2007-2008 : Cory est dans la place : Jennifer
- 2010 : Ghost Whisperer : Lydia
- 2011 : 2 Broke Girls : Jen
- 2011 : Rizzoli & Isles: Autopsie d'un meurtre : Kim Tretorn
- 2012 : Awkward : Emily
- 2014 : Glee : Beverley Stevens
- 2014 : Tatami Academy : Holly
- 2015 : Grace and Frankie : Pretty Customer

#### Téléfilms
- 1996 : New York Crossing : Campbell
- 2002 : In the Echo : Jasmine
- 2005 : Dirt Squirrel : Jeanie Ipswich
- 2012 : I'm Not Dead Yet : Lisa
- 2014 : Words with Girls : Erica